# 2013 희망로드 대장정
《2013 희망로드 대장정》은 2013년 11월 16일부터 2013년 12월 21일까지 오후 5시 30분에 방송된 교양 프로그램이다.

## 기획 의도
대한민국 최고의 스타들이 지구촌 어려운 이웃을 방문해 특정 문제를 이슈로 소개하고, 방송을 본 시청자들의 후원 참여를 바탕으로 해당 지역의 고질적인 문제를 해결하고, 그들의 아픔을 공감해 보는 프로그램이다.

## 출연진
- 이보영
- 박상원
- 김현주
- 유노윤호
- 김미숙